# 碘化铈
碘化铈是一种无机化合物，化学式为CeI3。

## 制备
碘化铈可由氧化铈(III)和碘化铵反应得到。

## 储存
避光干燥保存。